# 恩達集團控股
恩達集團控股有限公司，簡稱恩達集團控股（英語：YAN TAT GROUP HOLDINGS LIMITED，港交所：1480），在1989年和1992年，由陳榮賢（主席）家族等人，於香港和深圳分別成立「恩達（香港）實業有限公司」和「恩達電子（深圳）有限公司」。
業務在全球經營生產、設計和銷售各類印刷電路版。
股份在2014年12月8日於港交所主板上市。招股價為1.23港元，全球發售為6000萬股，集資額為8560萬港元。
在2015年5月8日，恩達集團股價上午11時後曾高見102港元，晉身「紅底股」，惟其後快速掉頭向下，收盤報17.44港元，倒跌12.66港元，跌幅為42.06%，因而被證監會關注，此外該公司向港交所發出有關「不尋常價格變動」通告向投資者有關事件。

## 外部連結
- yantat.com （页面存档备份，存于）